# I Made Andhika Wijaya
I Made Andhika Pradana Wijaya (sinh ngày 12 tháng 7 năm 1996) là một cầu thủ bóng đá người Indonesia hiện tại thi đấu cho Bali United ở Liga 1 ở vị trí hậu vệ.

## Sự nghiệp
Anh có màn ra mắt ở Liga 1 ngày 16 tháng 4 năm 2017 trước Madura United.